# Geodromicus beibienkoi
Geodromicus beibienkoi — вид стафилинид подсемейства Omaliinae.

## Распространение
Распространён на территории от Байкала до Приморского края.

## Экология
Водится на галечниках, где живёт под камнями и наносами.